# E villamoskocsi-típuscsalád
Az E villamossorozat hattengelyes, magas padlós villamosokból álló típuscsalád; négy típusból áll, az E, E1, E2 és E6 (az utóbbi kivételével mind egyirányúak). Ismerős lehet Miskolcról, Bécsből, Graz-ból, Szarajevóból, Lengyelországból, Romániából és Hollandiából.
A járműveket két gyár is gyártotta: az SGP – amely ma már a Siemens csoport tagja –, és a Lohner, melyet még a típus gyártása alatt megvett a Bombardier. Mind a két gyár Bécsben végezte a gyártást, ám német DÜWAG-licenc alatt.
A villamosok mögé lehet kapcsolni c típusú pótkocsikat, de mehetnek szóló üzemmódban is.

## Típusváltozatok
| Kép | Típus | Város                                                                  | Gyártási év | Pótkocsi   |
| --- | ----- | ---------------------------------------------------------------------- | ----------- | ---------- |
|     | E     | Bécs Szarajevó                                                         | 1959 - 1962 | nincs      |
|     | E1    | Bécs, Graz Miskolc Krakkó, Gliwice és Będzin Brăila, Craiova Rotterdam | 1966 - 1976 | c2, c3, c4 |
|     | E2    | Bécs                                                                   | 1977 - 1990 | c5         |
|     | E6    | Bécs Utrecht                                                           | 1979–1991   | c6         |

## Típustörténet
A Lohner által DÜWAG-licenc alapján épített E sorozatú villamosok 1959-ben jelentek meg Bécsben. Két prototípus kocsi készült 4401 és 4402 pályaszámmal, előbbi Elin/Kiepe, utóbbi Siemens berendezésekkel. Ez a két kocsi volt a teljes típussorozat elődje.  A 4401 elektronikája jobbnak bizonyult, így ezt vették alapul a sorozat építésekkor. Összesen 30 db járművet készített az SGP (4601–4630 pályaszámcsoport), valamint 59-et a Lohner (4401–4459 pályaszámcsoport). A járművek modernnek számítottak és egyetlen bajuk volt: a gyenge motor miatt nem nagyon lehetett vele pótkocsit vontatni.
Ezt az egyetlen kis hibát orvosolták a továbbfejlesztett E1 sorozattal, ami erősebb motorokat kapott, ezzel lehetővé vált a pótkocsik vontatása. Az első darabot az SGP gyártotta 1966-ban, majd a Lohner is megjelent gyártóként. Az SGP kocsijai 4631–4868, a Lohneré 4461–4560 pályaszámot kaptak Bécsben, illetve a Lohner 1971-ben már beolvadt és Bombardier-Rotax néven futott. A beolvadáskor a típuson is néhány további változtatásokat eszközöltek, amit később az összeolvadás előtt gyártott példányok legtöbb részén is utólagosan módosítottak. A típusból összesen 427 darab készült 1976-ig.
Az E1-es sorozat továbbfejlesztése, az E2 típus lett. Főbb különbség, hogy a mechanikus kapcsolószerkezetet elektromotorral mozgató, hibridnek tekinthető GEAMATIC-hoz képest korszerűbb elektronikát kapott. A jármű kinézetében is megváltozott az elődjéhez képest, ez már a Mannheim típuscsalád tagja. Kisebb módosítások is történtek, például az utastér elrendezésében, a légcserélő és üvegezés tekintetében, valamint kapott egy plusz, ajtónyitáskor előhúzódó kiegészítő lépcsőfokot. A motor és a forgóváz nem módosult, azok egy az egyben maradtak. A 4001–4098 pályaszámú járműveket az SGP, a 4301–4324 pályaszámúakat a Lohner utódja, a Bombardier gyártotta. Összesen 112 jármű készült, mind Bécs számára.

## Előfordulás

### Bécsben
Bécsben, mint gyártásuk helyeként ez a típus a megjelenése óta közlekedik. Ide a Lohner és az SGP is gyártott kocsikat, de az eltérő gyártótól származó kocsik kinézetre megegyeznek, köztük leginkább csak pályaszám alapján lehet különbséget tenni. Bécsben mind a három altípus szállított utasokat. Először az E típus állt forgalomba 1959-ben, majd az E1-es 1966-ban, végül a legmodernebb E2-esek 1978-ban. A jellegzetes piros típuscsalád igazán hozzánőtt a városképhez és sokáig csak ezek a villamosok közlekedtek Bécsben.  Majd az alacsony padlós ULFek megjelenésével elkezdték a selejtezéseket, valamint használtan eladni a járműveket más városokba. A sima E típus utolsó példányait 2007-ben vonták ki a forgalomból, utoljára a 10-es és 62-es viszonylatokon futottak. Belőlük egy darabot (4401) a villamosmúzeumban megőriztek, üzemképes állapotban.  Az E1 típus 2022. július 1-én közlekedett utoljára, az utolsó időben csak a 30-as vonalon lehetett találkozni a típussal. Belőlük kettőt (4549, 4814) a villamosmúzeumban megőriztek, üzemképes állapotban. A c3-as pótkocsikból kettőt (1101, 1110), a c4-es pótkocsiból egyet megőriztek (1373) Az E2 villamosok jelenleg is forgalomban vannak, de az újabb ULFek érkezésével egyre jobban visszaszorulnak, több vonalon már egyáltalán nem is közlekednek a magaspadlós kocsik. Végső eltűnésük még nem tisztázott, de már biztosan nem maradnak sokáig forgalomban a hamarosan érkező Bombardier Flexityk miatt. A sorozat legmodernebb E2-es tagjainak  nagy része még mindig közlekedik.
|                   | E típus   | E1 típus  | E2 típus  |
| ----------------- | --------- | --------- | --------- |
| SGP gyártásúak    | 4601–4630 | 4631–4868 | 4001–4098 |
| Lohner gyártásúak | 4401–4459 | 4461–4560 | 4301–4324 |

| Altípus | Viszonylat                                                                | Kocsiszín                                                                                         |
| ------- | ------------------------------------------------------------------------- | ------------------------------------------------------------------------------------------------- |
| E1      | , városnéző                                                               | Favoriten                                                                                         |
| E2      | D, 1, 2, 5, 6, 11, 18, 25, 26, 30, 31, 38, 40, 41, 43, 46, 49, 60, 62, 71 | Floridsdorf, Brigittenau, Hernals, Gürtel, Favoriten, Simmering, Rudolfsheim, Ottakring, Speising |

### Grazvillamosai
Az ausztriai Graz 2006 és 2007 között bővítette a villamoshálózatát, ezért szükségesség vált további járműveket vásárolni. Bécsből három használt E1-est vásárolt Graz 2007-ben, és ott őket 290-es sorozatba sorolták, pályaszámuk 291, 292 és 293.

### MiskolciE1-esek
Miskolc 2002 és 2004 között vásárolt használtan E1 -es villamosokat, valamint c3-as pótkocsikat. A rendkívül korszerűtlen és a pályát nagy mértékben rongáló Bengáli (FVV CSM) villamosok cseréje halaszthatatlan volt, de új járműveket nem tudtak beszerezni, így jött szóba a bécsi villamosok megvásárlása. Csak ideiglenes szerepet szántak nekik, amíg meg nem érkeznek az új villamosok, végül mégis 12 évig szolgáltak a városban. Összesen 18 darab került utasforgalomba, valamint volt még egy plusz tanulójármű, és több "alkatrészbánya" is. Az első szerelvény 2003. március 14-én állt utasforgalomba Miskolcon. Beszerzésükkor kisebb módosításokat hajtottak végre: főáramú helyett 24V-osra cserélték a világítást és teljesen zárt vezetőfülkét építettek be, korszerűsített fűtéssel és az utastérben a bal oldali kettős üléssort egysorosra cserélték.
Mivel ezek a járművek egyirányúak, csak a 2-es vonalon tudtak közlekedni, illetve – amikor létezett még – a 0-s viszonylaton is felbukkantak. 
Az új, alacsonypadlós Škoda 26T villamosok érkezésével az E1-esek kiszorultak a forgalomból, a búcsúmenetet 2015-ben tartották. Nosztalgiának a 185-ös pályaszámú járművet jelölték ki, ami a 300-as pályaszámú c3-as pótkocsival a mai napig felbukkan nosztalgiajáratként. A többi járművet eladták. Két darabot a Lillafüredi Kisvasút vett meg, melyekből kisvasúti járművet terveztek csinálni, de végül a bontás sorsára jutottak.
| Miskolci állományi adatok | Miskolci állományi adatok | Miskolci állományi adatok | Miskolci állományi adatok | Miskolci állományi adatok | Miskolci állományi adatok | Miskolci állományi adatok                                                                                      |
| Miskolci pályaszám        | Gyártási év               | Gyártó                    | Bécsi pályaszám           | Miskolci beszerzés éve    | Miskolci selejtezés       | Megjegyzés |
| ------------------------- | ------------------------- | ------------------------- | ------------------------- | ------------------------- | ------------------------- | --- |
| 180                       | 1969                      | SGP                       | 4714                      | 2002                      | 2015                      | Leállítva: 2009                                                                                                |
| 181                       | 1969                      | SGP                       | 4717                      | 2002                      | 2015                      | Elbontva |
| 182                       | 1969                      | SGP                       | 4722                      | 2002                      | 2015                      | Eladva a Magyar Villamosvasút-történeti Egyesületnek                                                           |
| 183                       | 1969                      | SGP                       | 4723                      | 2002                      | 2015                      | Leállítva: 2014.                                                                                               |
| 184                       | 1969                      | SGP                       | 4724                      | 2002                      | 2015                      | Elbontva |
| 185                       | 1969                      | SGP                       | 4707                      | 2002                      | –                         | Nosztalgiajármű                                                                                                |
| 186                       | 1969                      | SGP                       | 4718                      | 2002                      | 2015                      | Leállítva: 2013                                                                                                |
| 187                       | 1969                      | SGP                       | 4720                      | 2002                      | 2010                      | Elszállítva a tiszalúci óvodába                                                                                |
| 188                       | 1966                      | SGP                       | 4658                      | 2004                      | 2015                      | |
| 189                       | 1966                      | SGP                       | 4652                      | 2004                      | 2015                      | Eladva a Lillafüredi Kisvasútért alapítványnak, 2021 novemberében elbontották. 2004-ben tanuló villamos volt   |
| 190                       | 1968                      | SGP                       | 4703                      | 2004                      | 2015                      | 2004. november 8-án elektromos tűz miatt kiégett a vezetőfülkéje, első próbajáratok 2005 augusztusának elején. |
| 191                       | 1968                      | SGP                       | 4705                      | 2004                      | 2015                      | Elbontva |
| 192                       | 1968                      | SGP                       | 4678                      | 2004                      | 2015                      | Elbontva 2006. január 18-án a 302-es pótkocsival együtt kisiklott.                                             |
| 193                       | 1968                      | SGP                       | 4697                      | 2004                      | 2015                      | Leállítva: 2013                                                                                                |
| 194                       | 1968                      | SGP                       | 4684                      | 2004                      | 2015                      | Leállítva: 2013                                                                                                |
| 195                       | 1986                      | SGP                       | 4690                      | 2004                      | 2015                      | Eladva a Lillafüredi Kisvasútért alapítványnak, 2021 novemberében elbontották.                                 |
| 196                       | 1986                      | SGP                       | 4708                      | 2004                      | 2015                      | |
| 197                       | 1986                      | SGP                       | 4702                      | 2004                      | 2015                      | |
| 199                       | 1969                      | SGP                       | 4716                      | 2003                      | 201?                      | Eredetileg alkatrésznek vásárolták, majd 2006-ban tanulóvillamos lett. Utasforgalomban nem vett részt.         |
| –                         | 1967                      | SGP                       | 4646                      | 2003                      | 2003                      | Alkatrésznek vásárolva                                                                                         |
| –                         | 1966                      | SGP                       | 4643                      | 2003                      | 2003                      | Alkatrésznek vásárolva                                                                                         |
| –                         | 1967                      | SGP                       | 4669                      | 2003                      | 2003                      | Alkatrésznek vásárolva                                                                                         |
| –                         | 1967                      | Lohner                    | 4463                      | 2004                      | 2004                      | Alkatrésznek vásárolva                                                                                         |
| –                         | 1968                      | SGP                       | 4676                      | 2004                      | 200?                      | Alkatrésznek vásárolva                                                                                         |
| –                         | 1967                      | SGP                       | 4657                      | 2004                      | 200?                      | Alkatrésznek vásárolva                                                                                         |
| –                         | 1969                      | SGP                       | 4713                      | 2007                      | 20??                      | Alkatrésznek vásárolva                                                                                         |

### Krakkóijárművek
Krakkó 2004-ben vásárolt Bécsből használt E1  járműveket és c3 pótkocsikat. Jelenleg 73 darab  E1 motorkocsi fut itt belőlük.
Krakkóban a villamosok jelentős modernizáláson estek át: átfényezték őket kék színre, új utastájékoztatást kaptak, megújult az utastér, valamint ikerfényszórósították őket.

### RövidRotterdamihasználat, majd irányCraiova
A hollandiai Rotterdam 2002-ben döntött úgy, hogy az Alstom Citadis típusú alacsony padlósok érkezéséig vásárol néhány E1-es járművet használtan Bécsből. Eleinte komoly problémák voltak velük, főleg fékezésből adódtak baleseti helyzetek miatt.  A csuklósokat néhány hónap után kivonták a forgalomból, mivel már nem volt rájuk szükség. A selejtezett járműveket aztán eladták a romániai Craiova városba, ahol jelenleg 9 darab E1-es közlekedik.

### A szintén romániaiBrăilavárosban
A romániai Brăila városa 2008-ban és 2009-ben vásárolt összesen 11 darab használt E1-est Bécsből. A 11 villamosból jelenleg már csak 4 darab közlekedik .

### Szarajevóban
Szarajevó szintén Bécsból vásárolt használt járműveket, méghozzá sima E típusúakat, 2005 és 2009 között. Pályaszámuk a 701–716 tartományba esett. Jelenleg  3 db van forgalomban 550, 551 és 552 pályaszámmal, amiket 2017 októberében kaptak. A többi villamost selejtezték. 

## Műszaki leírás
A kocsiszekrény hegesztett acélvázra épülő szerkezet. A villamos hattengelyes, Jacobs-forgóvázas kivitel, a háromból a középső nem hajtott, a másik kettő monomotoros hajtású, szolenoid tárcsafékekkel. A szerelvény el van látva kézifékkel és sínfékkel is. A vezérlés menetkapcsolóval történik, ez eredetileg bütyköstárcsás, és sebességmérővel, valamint menetíróval van kiegészítve.
Minden jármű két motorral rendelkezik, egy az első (A) és egy a hátsó (B) kocsiszekrényben. Az egy darab félpantográf áramszedő az első kocsiszekrény elején helyezkedik el.

## Galéria

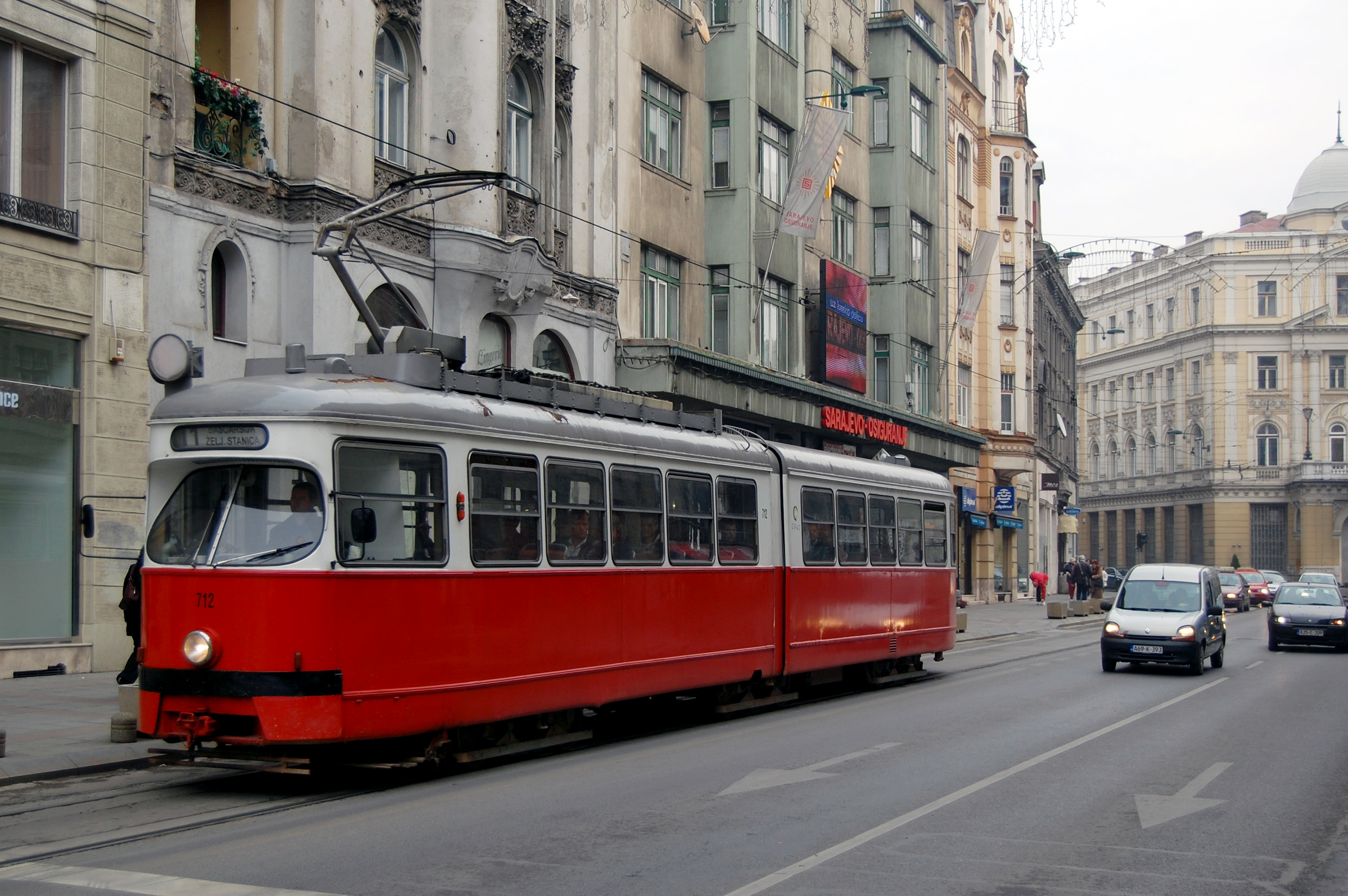
Egy E Szarajevóban
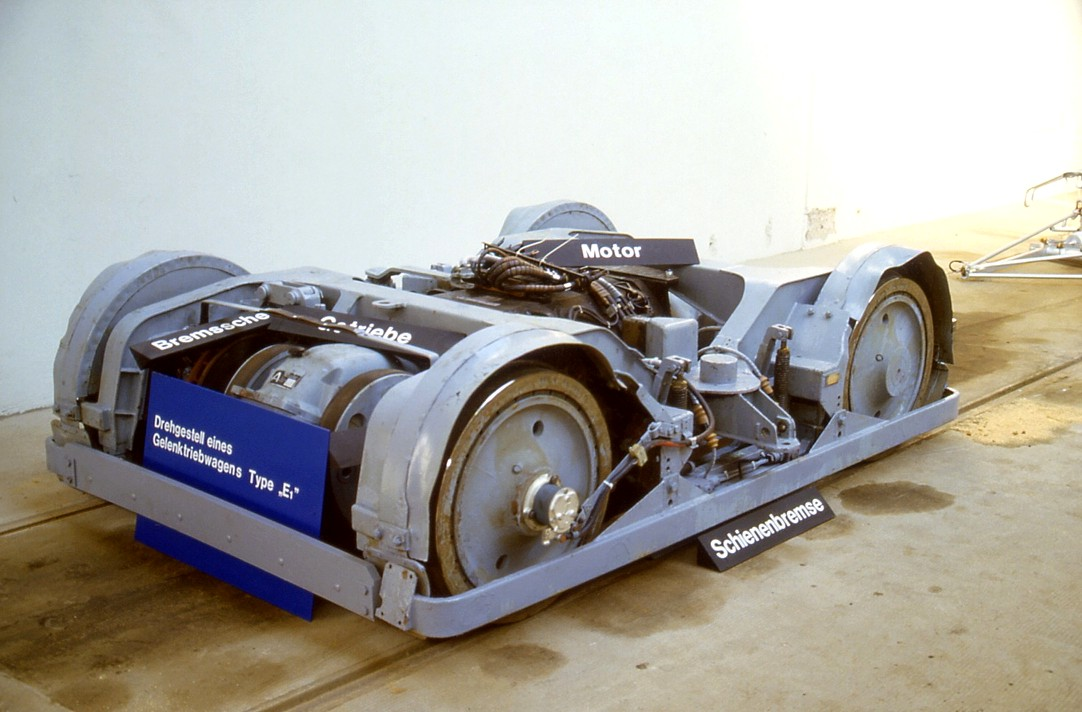
Forgóváz
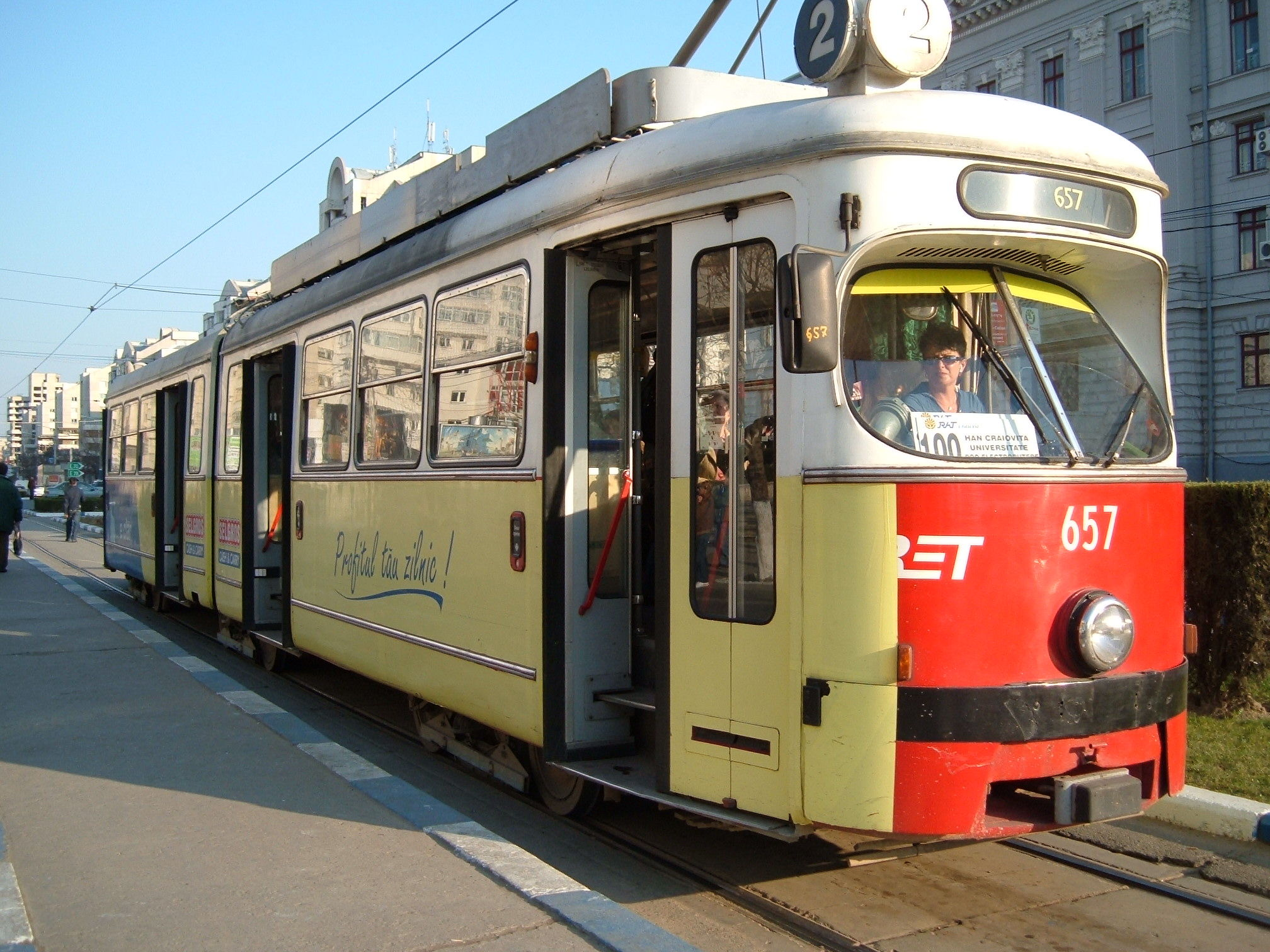
Rotterdamból vásárolt E1-es Craiovában, a villamos harmadik otthonában
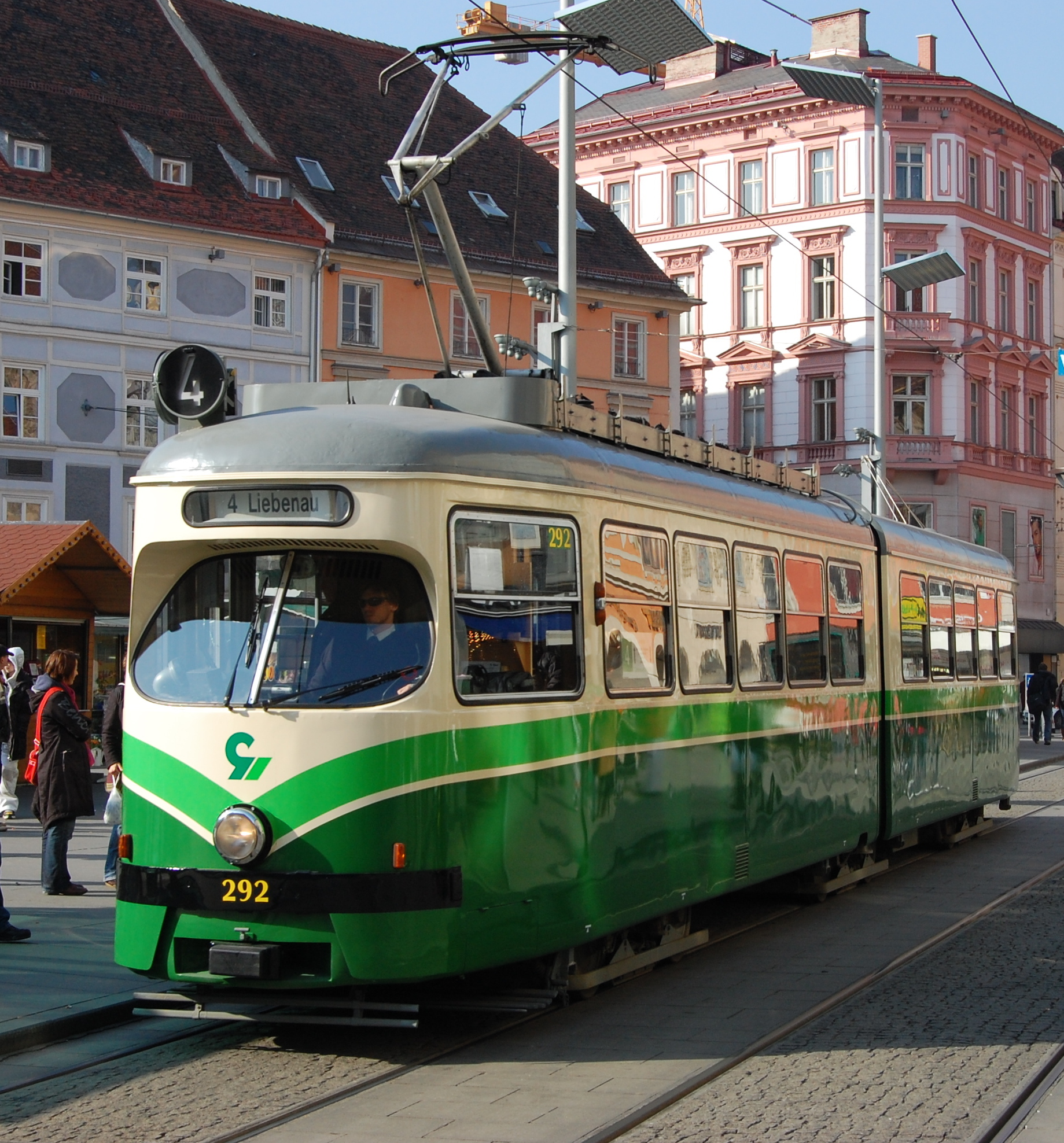
Bécsből vásárolt E1-es Grazban
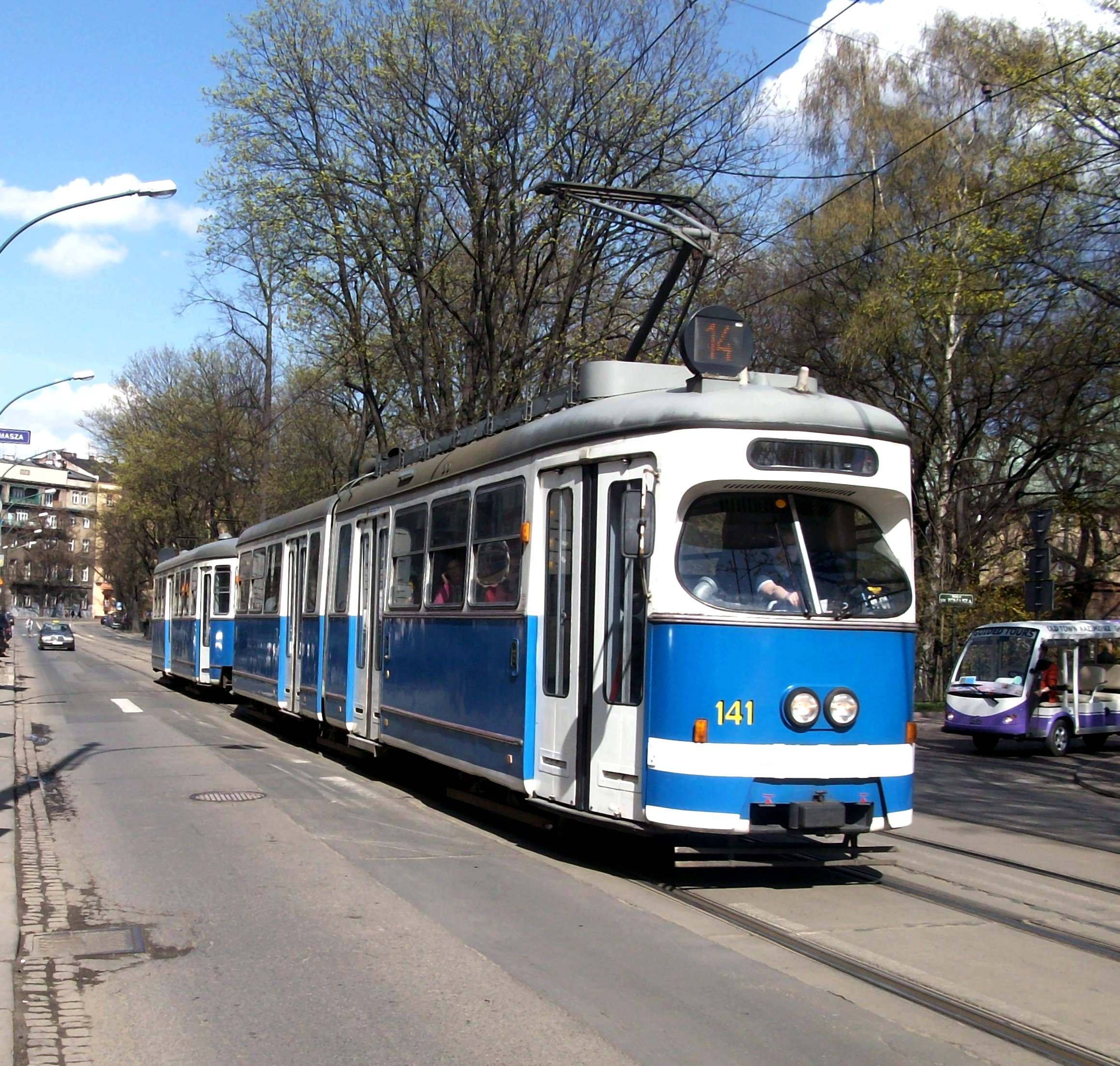
E1-es Krakkóban
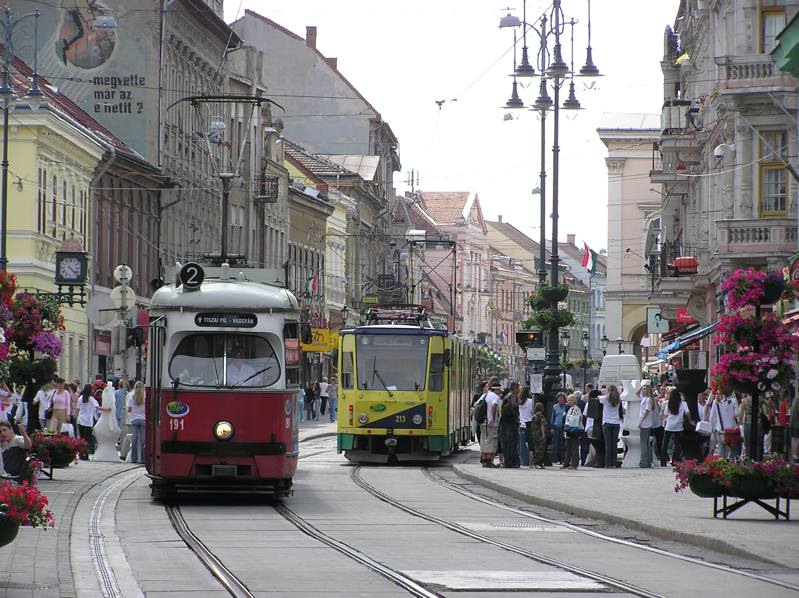
E1-es  Miskolcon a Villanyrendőrnél
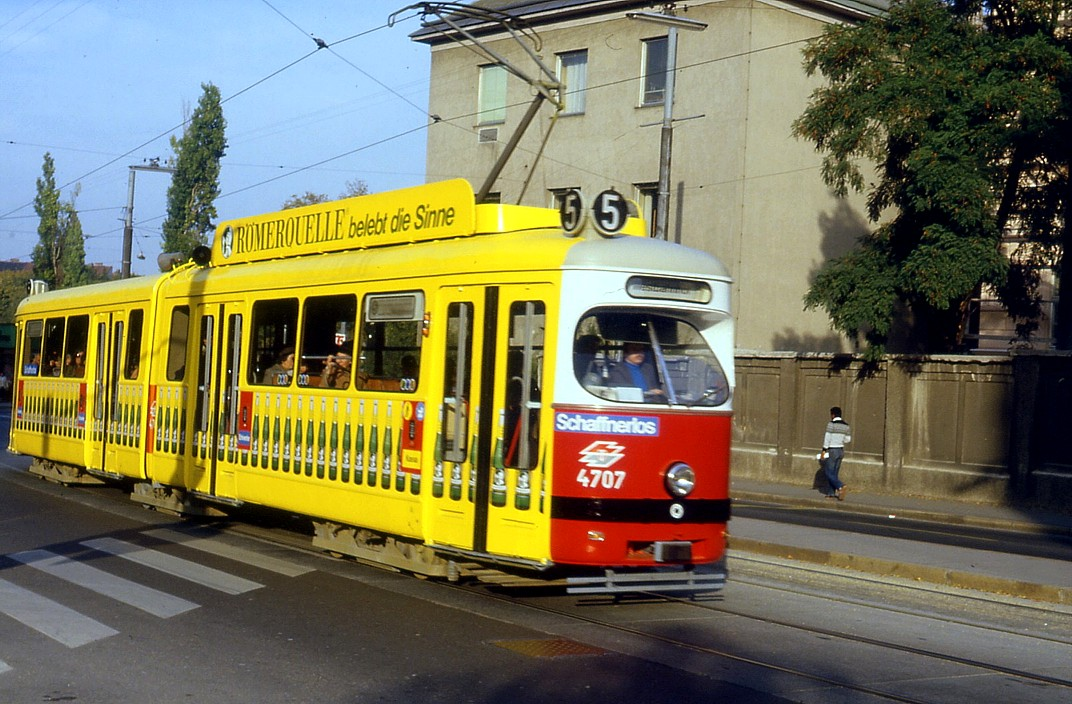
A mai miskolci nosztalgiavillamos még Bécsben
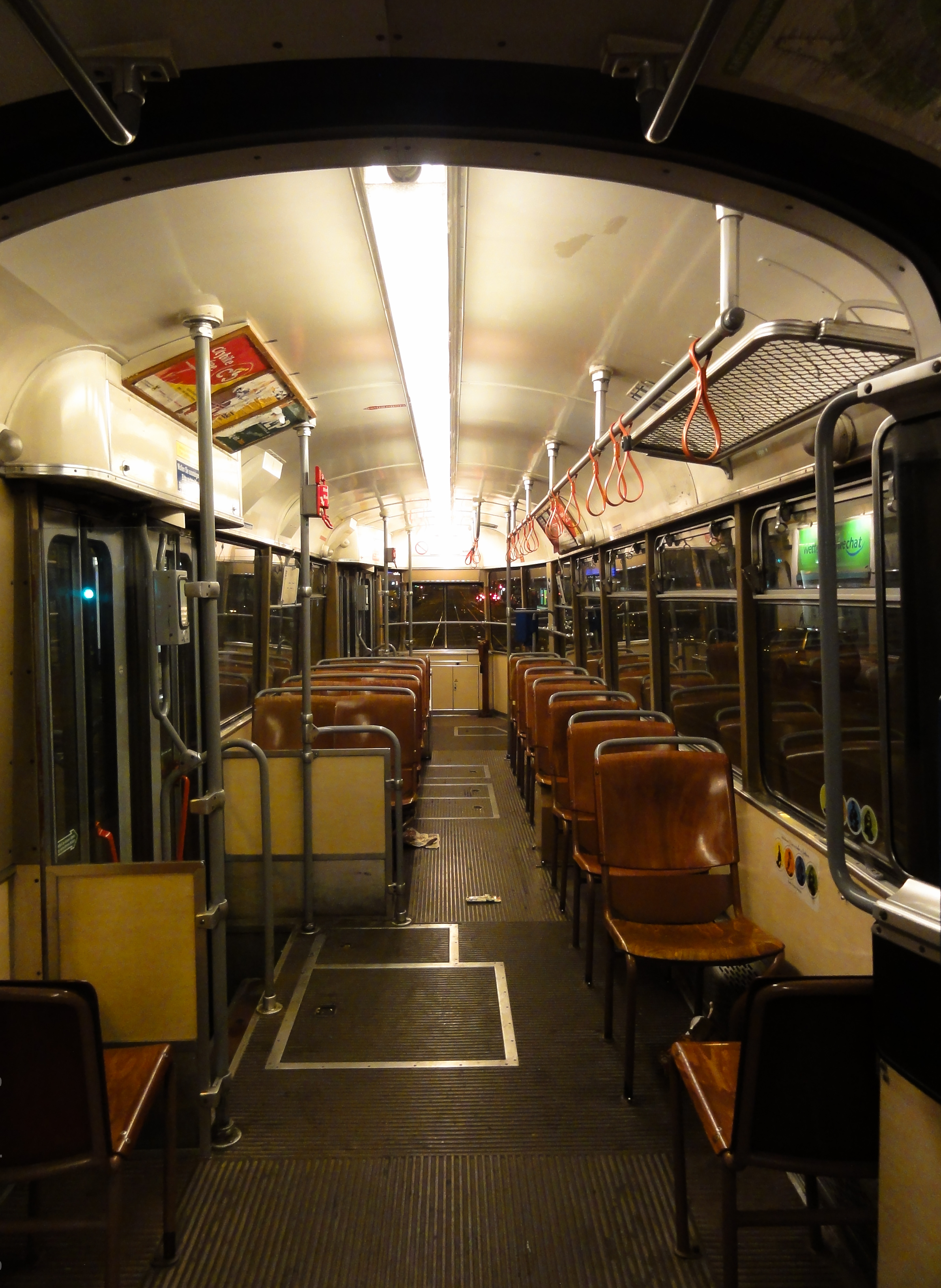
Egy E1-es eredeti utastere
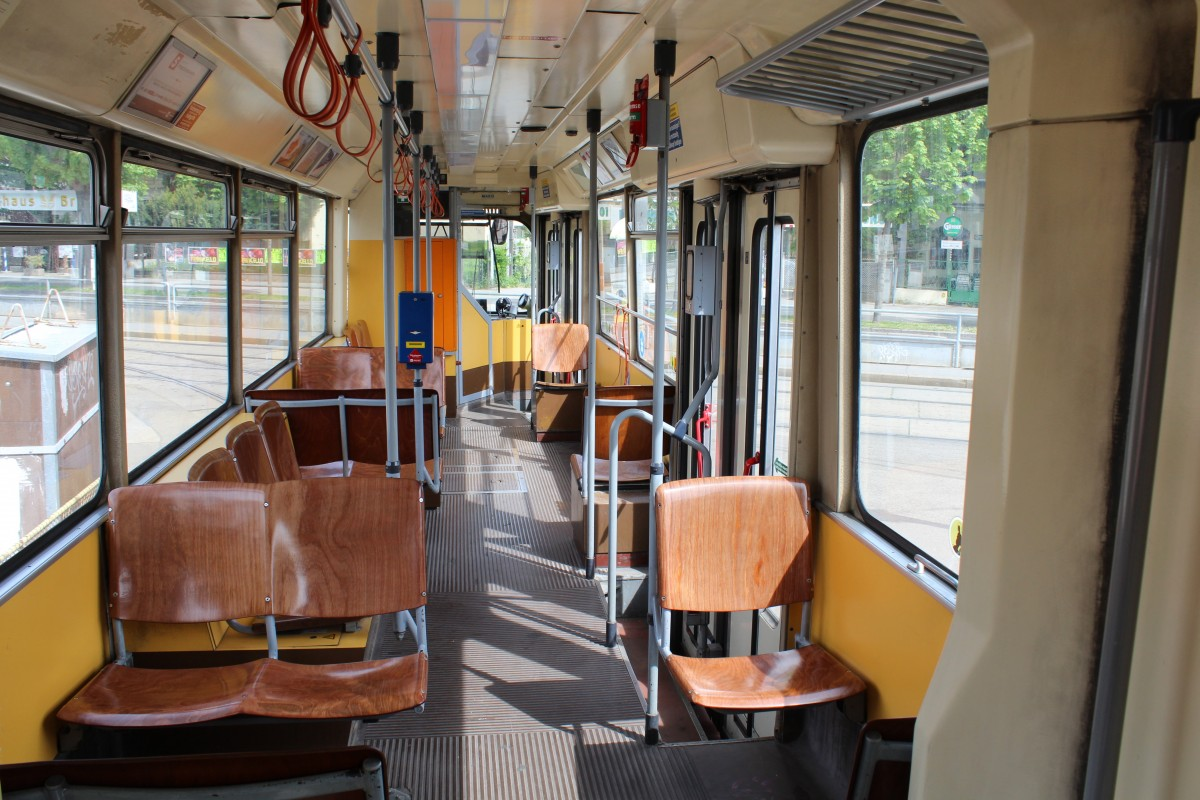
Egy E2-es eredeti utastere, látható az E1-es képseti különbség
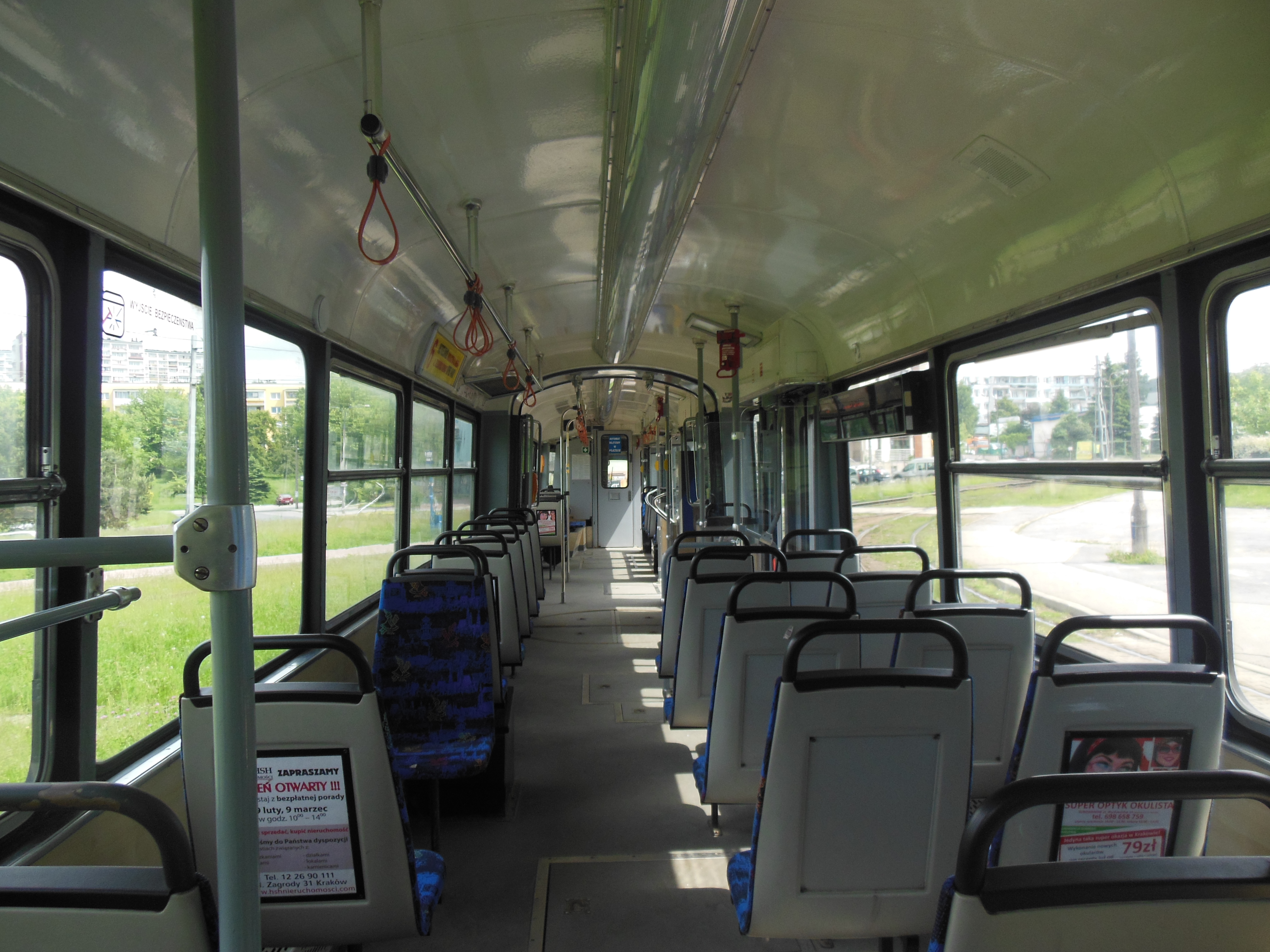
Modernizált utastér Krakkóban
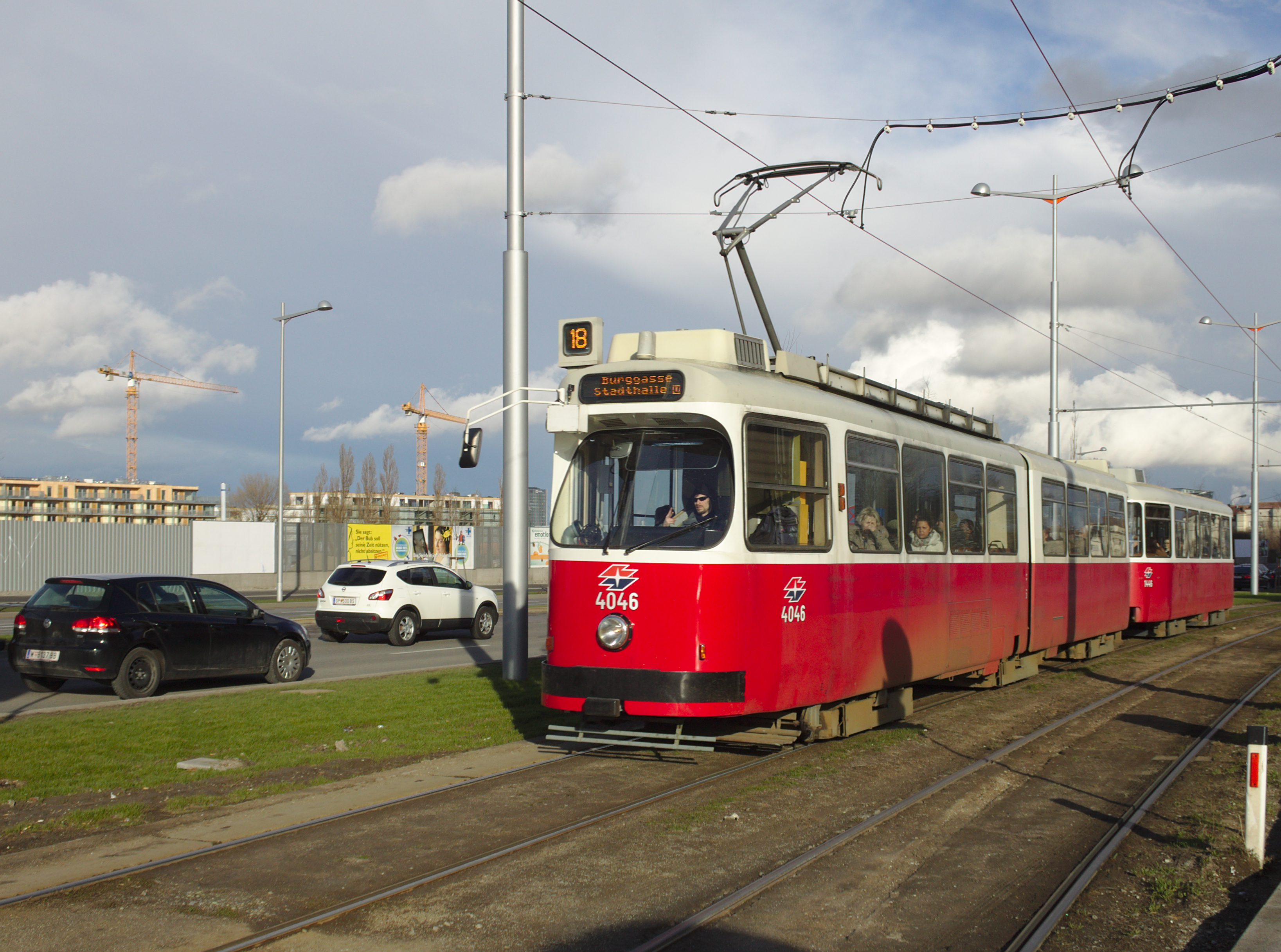
E2-es Bécsben
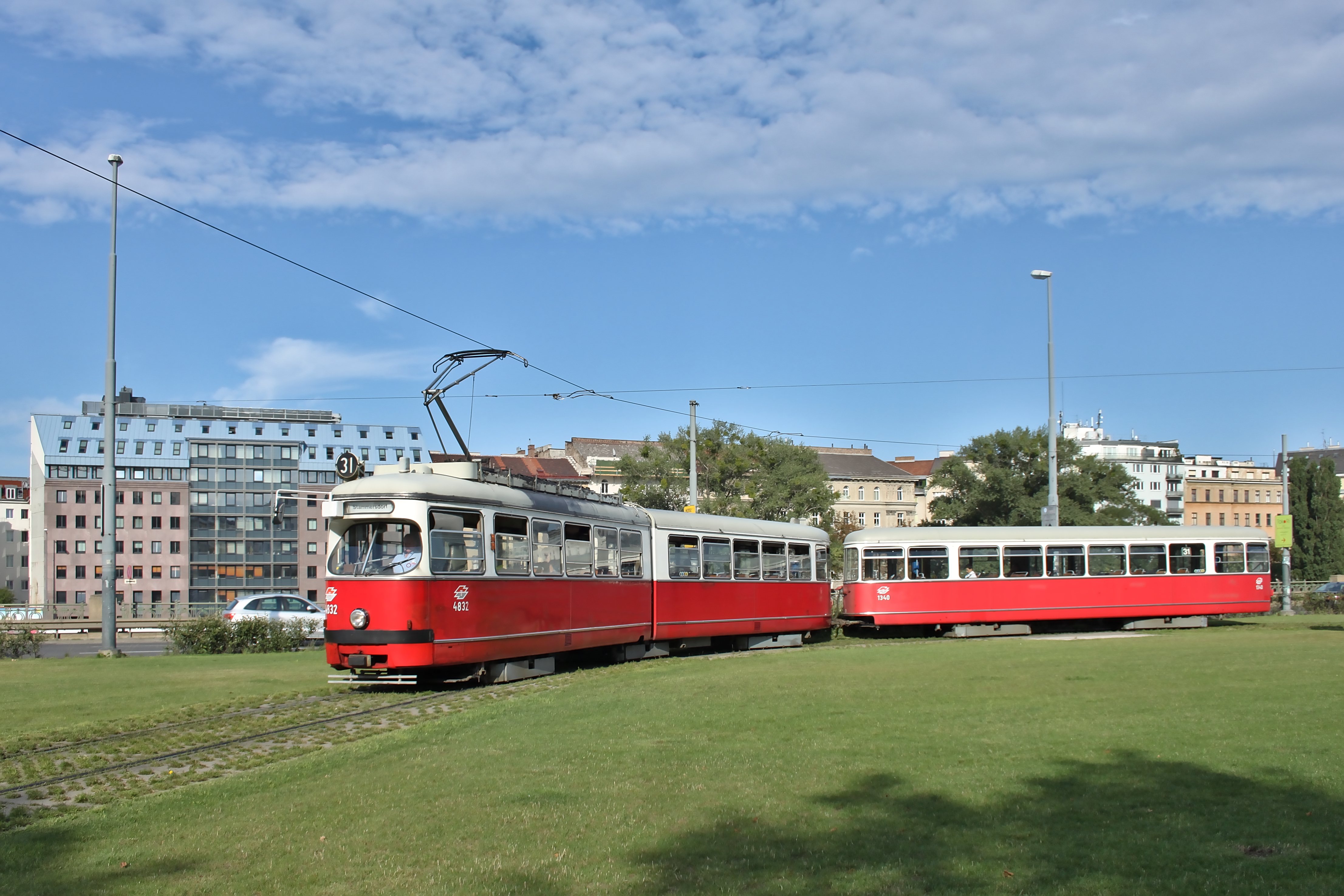
Bécs
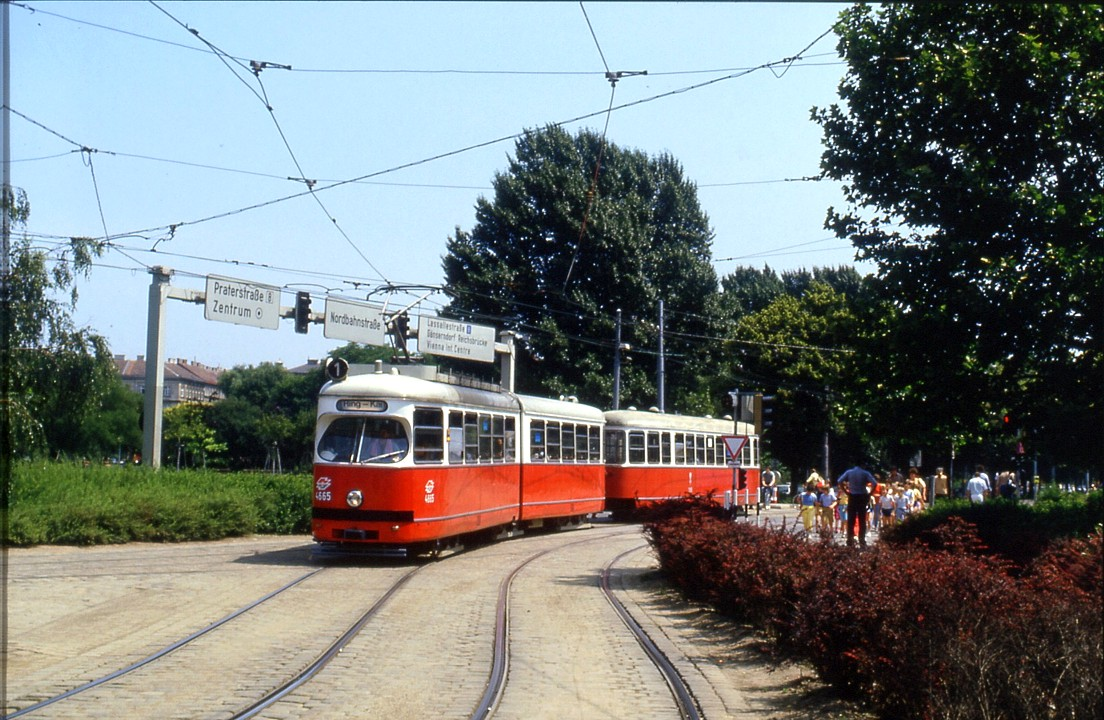
Bécs
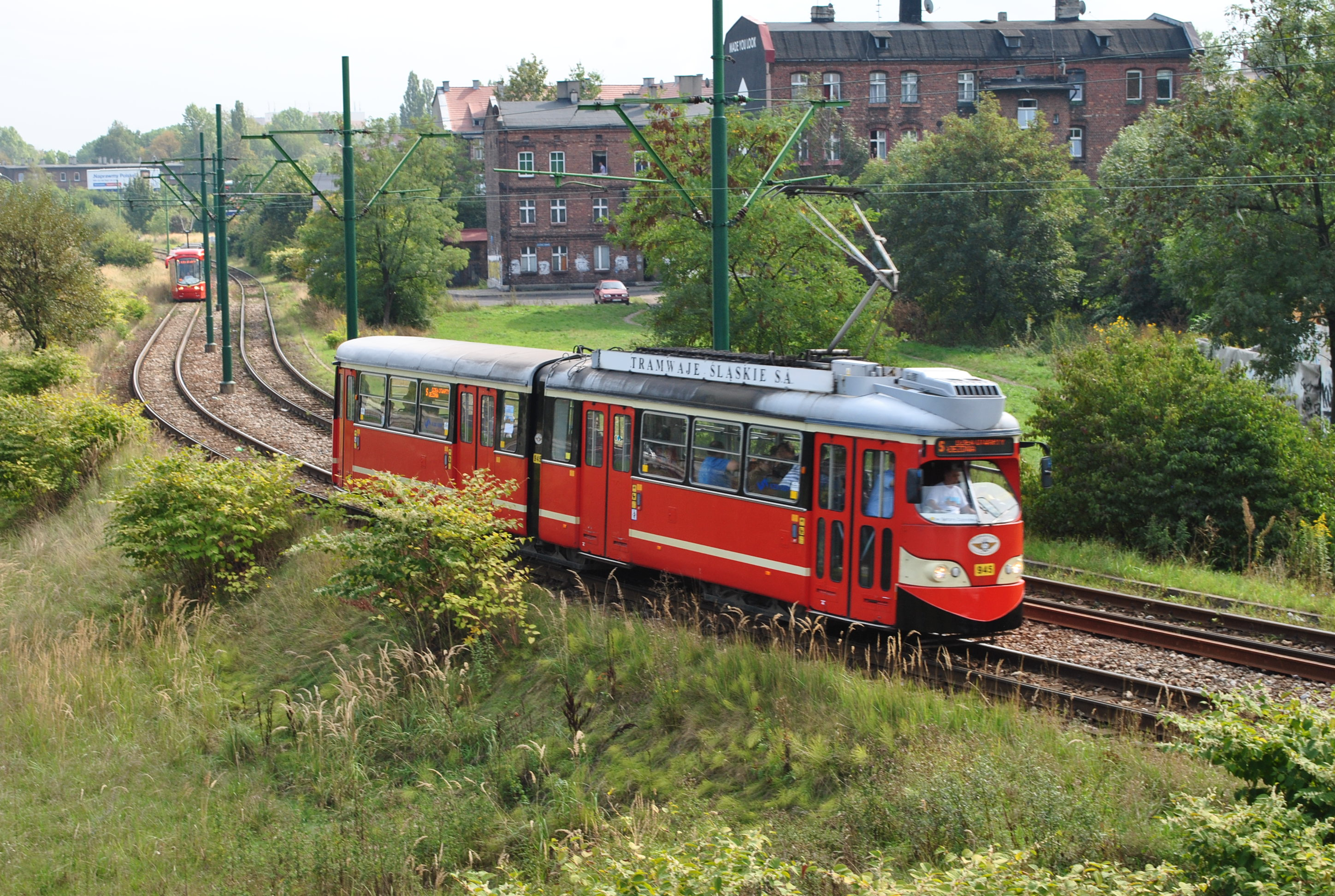
Upper Silesian